# Mentzelia saxicola
Mentzelia saxicola là một loài thực vật có hoa trong họ Loasaceae. Loài này được H.J. Thomps. & Zavort. mô tả khoa học đầu tiên năm 1968.